# Lista chorążych reprezentacji Liberii na igrzyskach olimpijskich
Lista chorążych reprezentacji Liberii na igrzyskach olimpijskich – lista zawodników i zawodniczek reprezentacji Liberii, którzy podczas ceremonii otwarcia nowożytnych igrzysk olimpijskich nieśli flagę Liberii.

## Chronologiczna lista chorążych
| Lp. | Rok i miejsce     | Chorąży           | Dyscyplina    |
| --- | ----------------- | ----------------- | ------------- |
| 1   | 1956, Melbourne   | b.d.              |               |
| 2   | 1960, Rzym        | b.d.              |               |
| 3   | 1964, Tokio       | b.d.              |               |
| 4   | 1972, Monachium   | Thomas Howe       | Lekkoatletyka |
| 5   | 1984, Los Angeles | Wallace Obey      | Lekkoatletyka |
| 6   | 1988, Seul        | b.d.              |               |
| 8   | 1996, Atlanta     | Kouty Mawenh      | Lekkoatletyka |
| 9   | 2000, Sydney      | Kouty Mawenh      | Lekkoatletyka |
| 10  | 2004, Ateny       | Gladys Thompson   | Lekkoatletyka |
| 11  | 2008, Pekin       | Jangy Addy        | Lekkoatletyka |
| 12  | 2012, Londyn      | Phobay Kutu-Akoi  | Lekkoatletyka |
| 13  | 2016, Rio         | Emmanuel Matadi   | Lekkoatletyka |
| 14  | 2020, Tokio       | Ebony Morrison    | Lekkoatletyka |
| 14  | 2020, Tokio       | Joseph Fahnbulleh | Lekkoatletyka |